# 西平台遗址
西平台遗址，位于中国青海省海东市乐都区洪水乡双塔村，为青海省市县级文物保护单位，公布日期为1983年5月23日，类型为古遗址。
西平台遗址的历史年代为马厂类型、辛店文化、卡约文化。